# Burg Pürkeln
Burg Pürkeln (lettisch Pirkules pils oder Ungurpils viduslaiku pils) ist die fast vollständig abgegangene Ruine einer Vasallenburg des Erzbistums Riga in dem Dorf Ungurpils im lettischen Bezirk Limbaži.

## Geschichte
1326 wird erstmals eine Burg Pürkeln schriftlich erwähnt, damals war der erzbischöfliche Vasall Johann von Ostinghausen mit der Burg und den zugehörigen Gütern belehnt. Dieser verkaufte die Burg 1339 für 300 Mark an Gerhard von Ungern, die sich bis ins 18. Jahrhundert im Besitz der Familie von Ungern-Sternberg befand. Aus dem Namen der Herrscherfamilie leitet sich auch der lettische Name für Pürkeln ab, Ungurpils.
Während des Livländischen Krieges war die Burg von 1575 bis 1581 von russischen Truppen besetzt und ging mit Ende des Krieges als Teil des säkularisierten Herzogtums Livland in der Polnisch-Litauischen Union auf.
Als Folge des Polnisch-Schwedischen Krieges fiel Pürkel an Schweden. Im schwedischen Revisionsbericht von 1624 wird noch ein „Haus Pirckel“ genannt, was darauf schließen lässt, dass die Burg noch bewohnbar und vermutlich auch bewohnt war.
Im 17. Jahrhundert wurden die alten Wassergräben teilweise zugeschüttet und an der Stelle der alten Burg entstand ein neues Herrenhaus mit großzügiger Gartenanlage.
1760 verkaufte Johann Adolph Freiherr von Ungern-Sternberg Pürkeln mit zugehörigen Gütern für 30.000 Taler an Major Gustav Reinhold von Buddenbrock. 1843 kaufte der niederländische Konsul Johann Friedrich von Schröder das Gut, um es 1843 seiner Tochter Maria von Stackelberg zu vererben.
Ab 1926 war in dem Herrenhaus eine Schule eingerichtet. Beim Rückzug der Wehrmacht 1944 wurde das Gebäude niedergebrannt.

## Beschreibung
Burg Pürkeln wurde am etwa 6 m hohen, linken Ufer des Baches Jogle (lettisch Jogla) erbaut, der die Burg nördlich umfließt und mehrere Kilometer weiter in die Salis mündet. Durch die Aufstauung des Baches grenzt das Burgareal im Osten an einen Mühlensee. Auf den anderen Seiten wurden Schutzgräben ausgehoben, von denen ein 4 m tiefer West- und ein ca. 1 m tiefer Südgraben bis heute erhalten sind.
Die Burg bildete eine quadratische Grundfläche von etwa 70 × 70 m und war von einer 1,5 – 2 m dicken Ringmauer umgeben, an deren Nordseite sich ein Wohn- bzw. Unterkunftsgebäude befand. In der südwestlichen Ecke stand ein runder Wehrturm (vermutlich ein Kanonenturm) mit einem Durchmesser von etwa 10 m. Innerhalb des Hofes liegen weitere dicke Grundmauern, die möglicherweise zu einem weiteren Turm oder Wehrgebäude gehören.
Von der mittelalterlichen Burg sind heute lediglich kleine Mauerfragmente erhalten.